# 馬什龍屬
馬什龍屬是一屬中等身型的獸腳亞目恐龍，頭骨長60公分，身長估計有5-6米長。

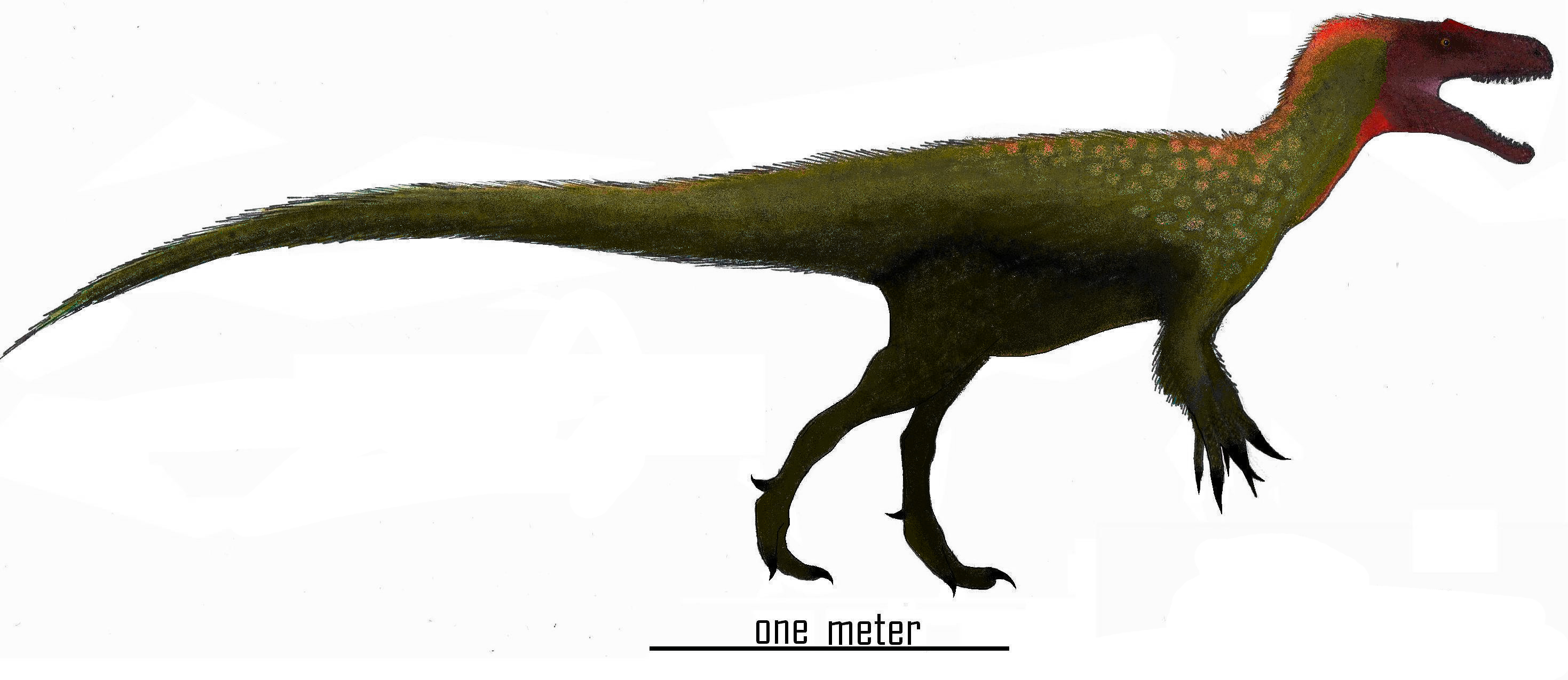
馬什龍的想像圖

正模標本包括三到四個個體的部份骨骼，發現於美國猶他州與科羅拉多州的莫里遜組，地質年代估計是屬於侏羅紀晚期啟莫里階，距今約1億5500萬年至1億5000萬年前。正模標本是個左腸骨，發現於猶他州的克利夫蘭勞埃德採石場。
牠的化石顯示牠的手臂短但強壯。身體骨骼的特徵則表示了牠是屬於鳥獸腳類，這是一類外形像鳥類的獸腳亞目，如暴龍、迅猛龍及異特龍等。科學家們並不肯定馬什龍的分類，有可能是屬於肉食龍下目或虛骨龍類。在2009年，R.B.J. Benson研究斑龍的新標本，建立出新的斑龍超科研究，將馬什龍歸類於斑龍超科。
模式種是兩百年馬什龍（M. bicentesimus），是由詹姆斯·麥迪遜（James H. Madsen, Jr.）在1976年命名。屬名是為紀念奧塞內爾·查利斯·馬什（Othniel Charles Marsh），他於骨頭大戰中發現了很多恐龍化石；種名則是紀念當時為美國建立200周年。

## 古生物學
馬什龍的右腸骨有因病理造成的變形跡象，可能導因於受傷造成的因素。另一個標本的肋骨也有病理跡象。在2001年，布魯斯·羅斯柴爾德（Bruce Rothschild）等人發表一份獸腳類恐龍的壓力性骨折研究。他們研究5個馬什龍的腳掌骨骼，沒有發現壓力性骨折的跡象。

## 外部連結
- Dinosaur Mailing List （页面存档备份，存于）
- DinoRuss （页面存档备份，存于）
- Thescelosaurus!提及馬什龍
- Todd Marshall所繪的馬什龍圖
- 恐龍新聞：斑龍的2009年研究 （页面存档备份，存于）